# Monte Sidley
Il Monte Sidley (4.181 m s.l.m.) è il vulcano più elevato del continente antartico.

## Caratteristiche
Il Monte Sidley è un vulcano dormiente  situato nell'interno della costa di Bakutis, nella Terra di Marie Byrd. La montagna si trova in particolare nella catena della Commissione Esecutiva ed è il più alto dei 5 vulcani estinti che la compongono. Si tratta di una spettacolare caldera collassata nel versante sud-est e ricoperta interamente di ghiaccio, se si escludono le rocce delle pareti interne del vulcano. 
Nelle eruzioni passate la lava ha creato nella pianura adiacente delle striature a semicerchio veramente suggestive ed evidenti osservandole dalla cima. Tutta la parte alta della corona vulcanica è ricoperta di uno strato di ghiaccio spesso una decina di metri ed oltre e le due cime, che quasi si equivalgono, poggiano su di esso. La data dell'ultima eruzione risale a 4,5 milioni di anni fa anche se dall'aspetto delle bombe laviche presenti al Campo 1 e sopra di esso, sembrerebbero più recenti. All'interno dell'anfiteatro Weiss, come viene chiamata la struttura che si è formata a seguito del succitato collasso della caldera, è presente il ghiacciaio Parks.

## Storia
La montagna è stata scoperta dal contrammiraglio Richard Evelyn Byrd durante una ricognizione aerea svolta il 18 novembre 1934, ed è stato da lui battezzata in onore di Mabelle E. Sidley, figlia di William Horlick, uno dei maggiori finanziatori della seconda spedizione antartica di Byrd.
Nonostante sia, come detto, il vulcano più alto dell'Antartide, il monte Sidley, soprattutto a causa della sua remota ubicazione, è molto poco conosciuto nell'ambito dell'alpinismo mondiale, soprattutto se paragonato all'assai più famoso monte Erebus, il secondo vulcano più alto del continente antartico, situato sull'isola di Ross, vicino a basi di ricerca statunitensi e neozelandesi.
La prima ascensione registrata del monte Sidley è stata effettuata dal neozelandese Bill Atkinson l'11 gennaio 1990, durante la sua partecipazione ad una spedizione di ricerca del Programma Antartico degli Stati Uniti d'America.